# Ланцюжок відповідальностей
Ланцюжок відповідальностей - шаблон об'єктно-орієнтованого дизайну у програмуванні.
В об'єктно-орієнтованому дизайні, шаблон «ланцюжок відповідальностей» є шаблоном, який складається з об'єктів «команда» і серії об'єктів-виконавців. Кожен об'єкт-виконавець має логіку, що описує типи об'єктів «команда», які він може обробляти, а також як передати далі ланцюжком ті об'єкти-команди, що він не може обробляти. Крім того існує механізм для додавання нових призначених для обробки об'єктів у кінець ланцюжка.
У варіаціях стандартного ланцюжка відповідальностей, деякі обробники можуть бути в ролі диспетчерів, які здатні відсилати команди в різні напрямки формуючи Дерево відподальності. У деяких випадках це можна організувати рекурсивно, коли об'єкт який оброблюється викликає об'єкт вищого рівня обробки з командою що пробує вирішити меншу частину проблеми; у цьому випадку рекурсія продовжує виконуватися поки команда не виконається, або поки дерево повністю не буде оброблене. XML-інтерпретатор (проаналізований, але який ще не було поставлено на виконання) може бути хорошим прикладом.
Цей шаблон застосовує ідею слабкого зв'язку, який розглядається як програмування у найкращих практиках.

## Застосування
Шаблон рекомендований для використання в умовах:
- В розроблюваної системі є група об'єктів, які можуть обробляти повідомлення певного типу;
- Всі повідомлення повинні бути оброблені хоча б одним об'єктом системи;
- Повідомлення в системі обробляються за схемою «обробив сам або передай іншому», тобто одні повідомлення обробляються на тому рівні, де вони отримані, а інші пересилаються об'єктам іншого рівня.

## Переваги
- Відокремлює відправника запиту та його одержувачів.
- Спрощує ваш об'єкт, оскільки він не повинен знати про структуру ланцюга та зберігати прямі посилання на його членів.
- Дозволяє динамічно додавати або видаляти відповідальність, змінюючи учасників або замовлення ланцюга.

## Недоліки
- Важко спостерігати характеристики виконання та налагодження.

## Зв'язок з іншими патернами
- Ланцюжок обов’язків та Декоратор виконують операції через серію пов’язаних об’єктів. Але Ланцюжок обов’язків може виконувати довільні дії, незалежні одна від одної, а також у будь-який момент переривати виконання, а декоратори розширюють певну дію, не ламаючи інтерфейс базової операції і не перериваючи виконання інших декораторів.

## Приклади

### Java
Наведений нижче Java код ілюструє шаблон на прикладі реалізації класу для логування. Кожен обробник для логування вирішує чи потрібна якась додаткова подія на його рівні логування, і потім передає далі повідомлення наступному обробнику.
Вивід є таким:
```
 Запис до stdout:   Entering function y.
 Запис до stdout:   Step1 completed.
 Відправка через e-mail:  Step1 completed.
 Запис до stdout:   An error has occurred.
 Sending via e-mail:  An error has occurred.
 Writing to stderr:   An error has occurred.
```

Зверніть увагу, що цей приклад не треба розцінювати як рекомендацію писати логування для класів таким чином як тут приводиться. Це просто приклад.
Так само зверніть увагу що у чистому втіленні ланцюга відповідальностей, логувальник не буде передавати відповідальності далі, по інших ланках після обробки повідомлення. У наведеному прикладі повідомлення буде передане далі по ланках, незалежно від того було воно оброблене чи ні.